# 12715 Ґодін
12715 Ґодін (12715 Godin) — астероїд головного поясу, відкритий 8 квітня 1991 року.
Тіссеранів параметр щодо Юпітера — 3,567.